# Quai d'Austerlitz
Le quai d'Austerlitz est situé dans le quartier de la Salpêtrière du 13e arrondissement de Paris.

## Situation et accès
Il débute 2, boulevard Vincent-Auriol et pont de Bercy et se termine 1, place Valhubert et pont d'Austerlitz.

## Origine du nom
Le quai porte ce nom en raison du voisinage du pont d'Austerlitz, nommé en hommage à la plus célèbre victoire napoléonienne, ou la « bataille des Trois Empereurs » (Napoléon contre François Ier, empereur d'Autriche et du Saint-Empire romain germanique, et d'Alexandre Ier, tsar de Russie).

## Historique

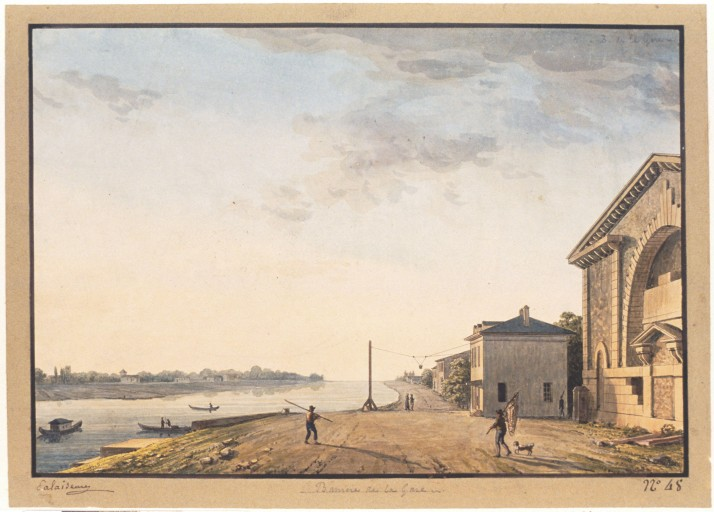
Barrière de la Gare avec ce qui allait devenir le quai d'Austerlitz.

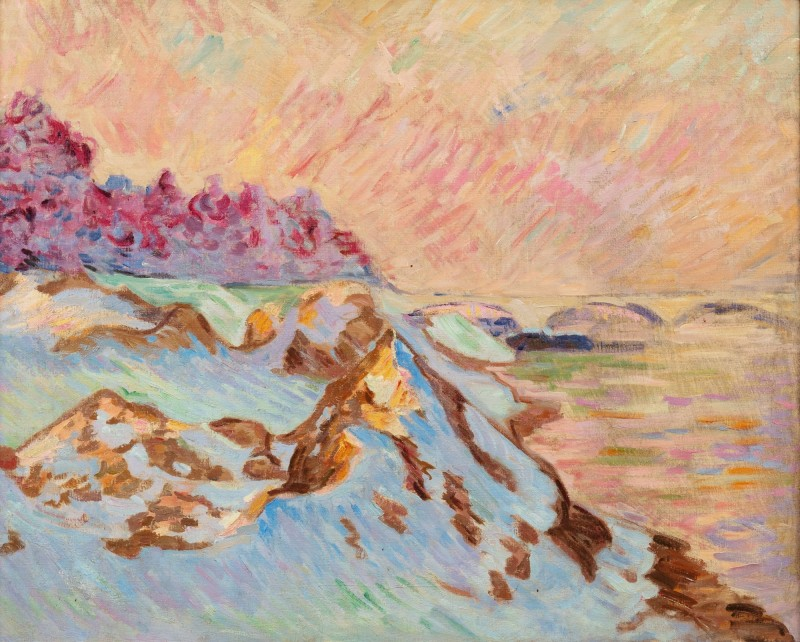
Paris, Quai d'Austerlitz, 1900,
Armand Guillaumin,
collection privée, vente 2021.

Il fut appelé « quai de l'Hôpital » dès sa construction, au début du XVIIIe siècle en raison de la proximité du boulevard de l'Hôpital et de la Salpêtrière. En 1832, il prend son nom actuel en raison de la construction du pont d'Austerlitz. Toutefois, encore avant, il s'appelait « quai Saint-Bernard » sur une section de l'axe du boulevard de l'Hôpital jusqu'au point où la Bièvre se jetait en Seine (soit une longueur de 195 m).
Le 23 mai 1918, durant la Première Guerre mondiale, le quai d'Austerlitz est touché lors d'un raid effectué par des avions allemands.
La partie ouest du quai du pont Charles-de-Gaulle au boulevard Vincent-Auriol fait partie du secteur Austerlitz-Nord délimité par l'Avenue Pierre-Mendès-France de la ZAC Paris Rive Gauche. Quelques immeubles d'habitation anciens ont cependant été conservés.

## Bâtiments remarquables et lieux de mémoire
- À l'emplacement de la cour des départs de la gare d'Austerlitz, était située la prison de la garde nationale ou hôtel des haricots détruite en 1864 lors de l'agrandissement de la gare.
- Devant la gare d'Austerlitz se trouve une place, où trône la statue L'Apporteur de l'espoir de Denis Monfleur, en mémoire des Brigades internationales ayant combattu pendant la guerre d'Espagne.
- Péniche du cœur, structure amarrée quai d'Austerlitz qui permet d'accueillir des personnes sans logis.
- Les Docks, cité de la mode et du design, qui accueille l'Institut français de la mode et Art ludique - Le Musée. Le site abritait à l'origine les magasins généraux d'Austerlitz, des entrepôts construits par l'architecte Georges Morin-Goustiaux en 1907[3].
- La péniche en béton Louise-Catherine, de Le Corbusier et de Madeleine Zillhardt, en mémoire de la peintre Louise Catherine Breslau, se situe en contrebas du quai, sur le port d'Austerlitz, gérée auparavant par l'Armée du Salut pour accueillir les sans-abris.

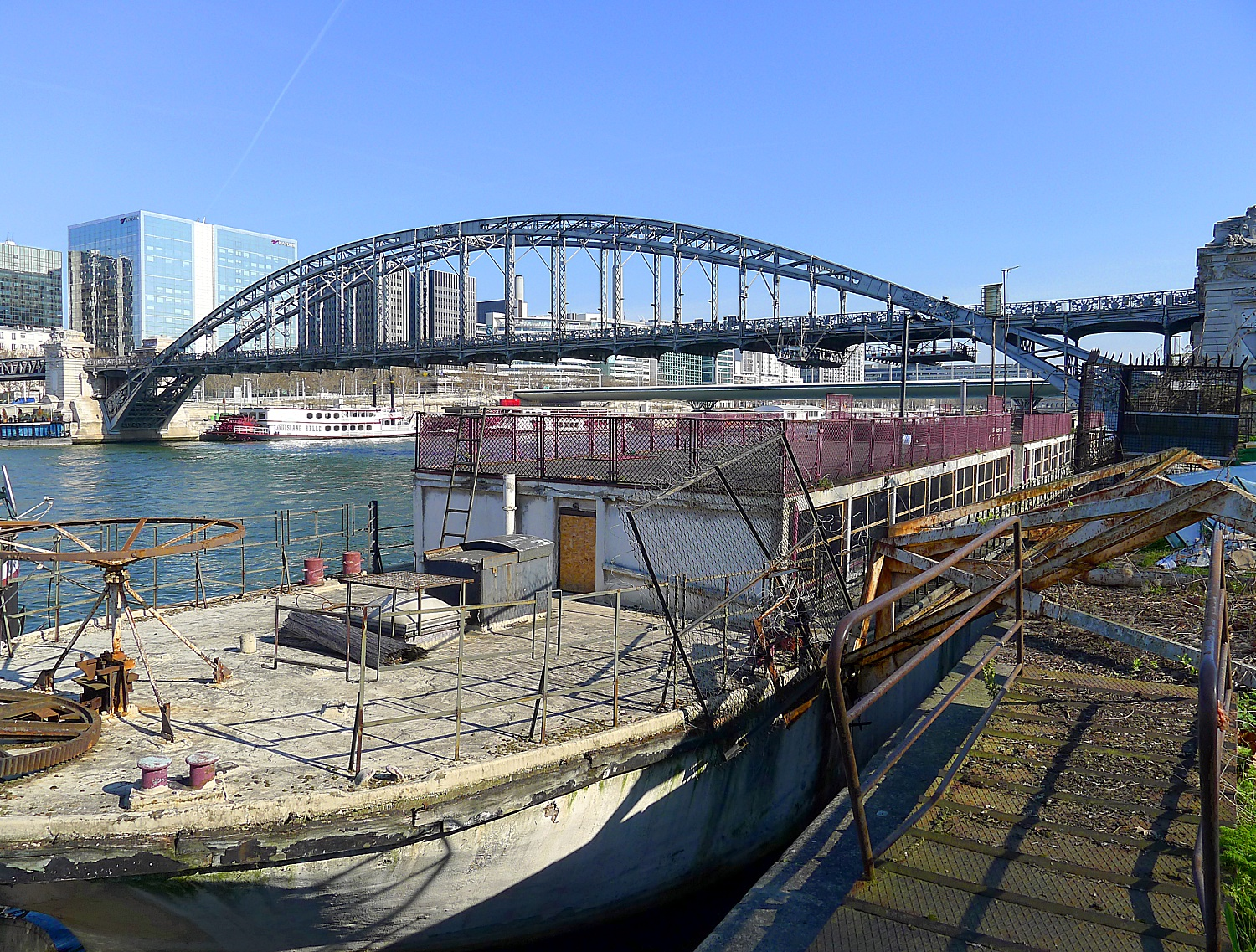
La péniche Louise-Catherine, amarrée à proximité du viaduc d'Austerlitz (2011).
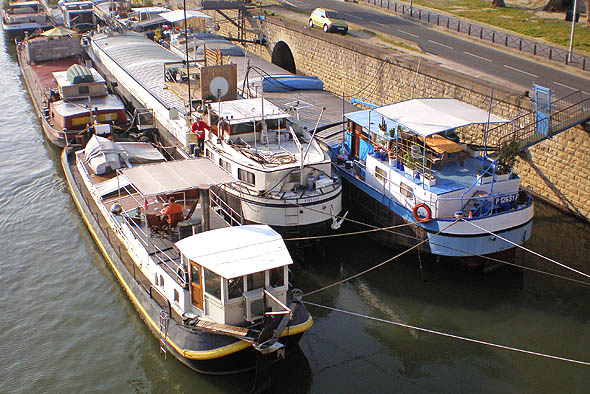
Péniches amarrées en contrebas du quai.

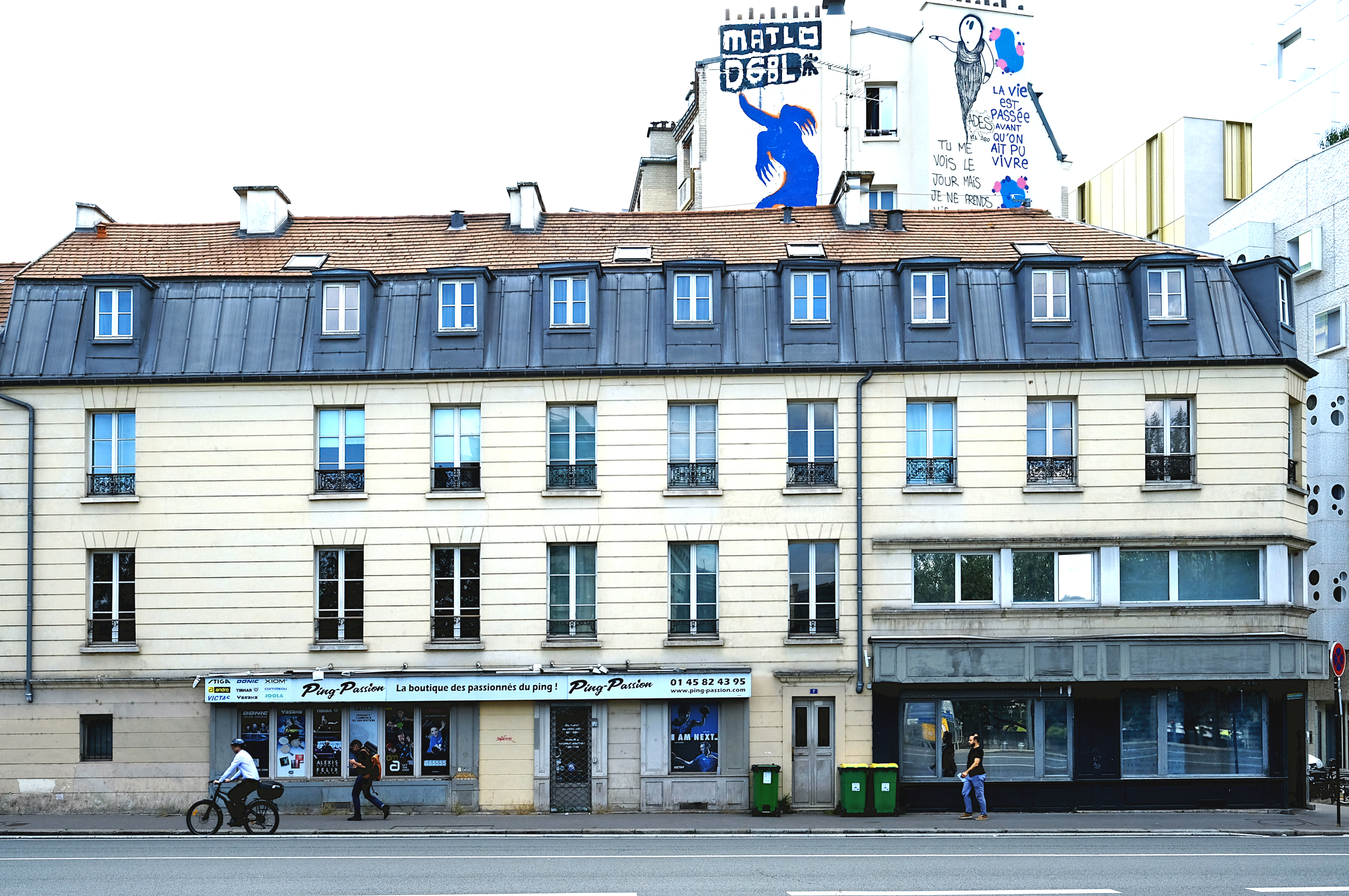
N°7.
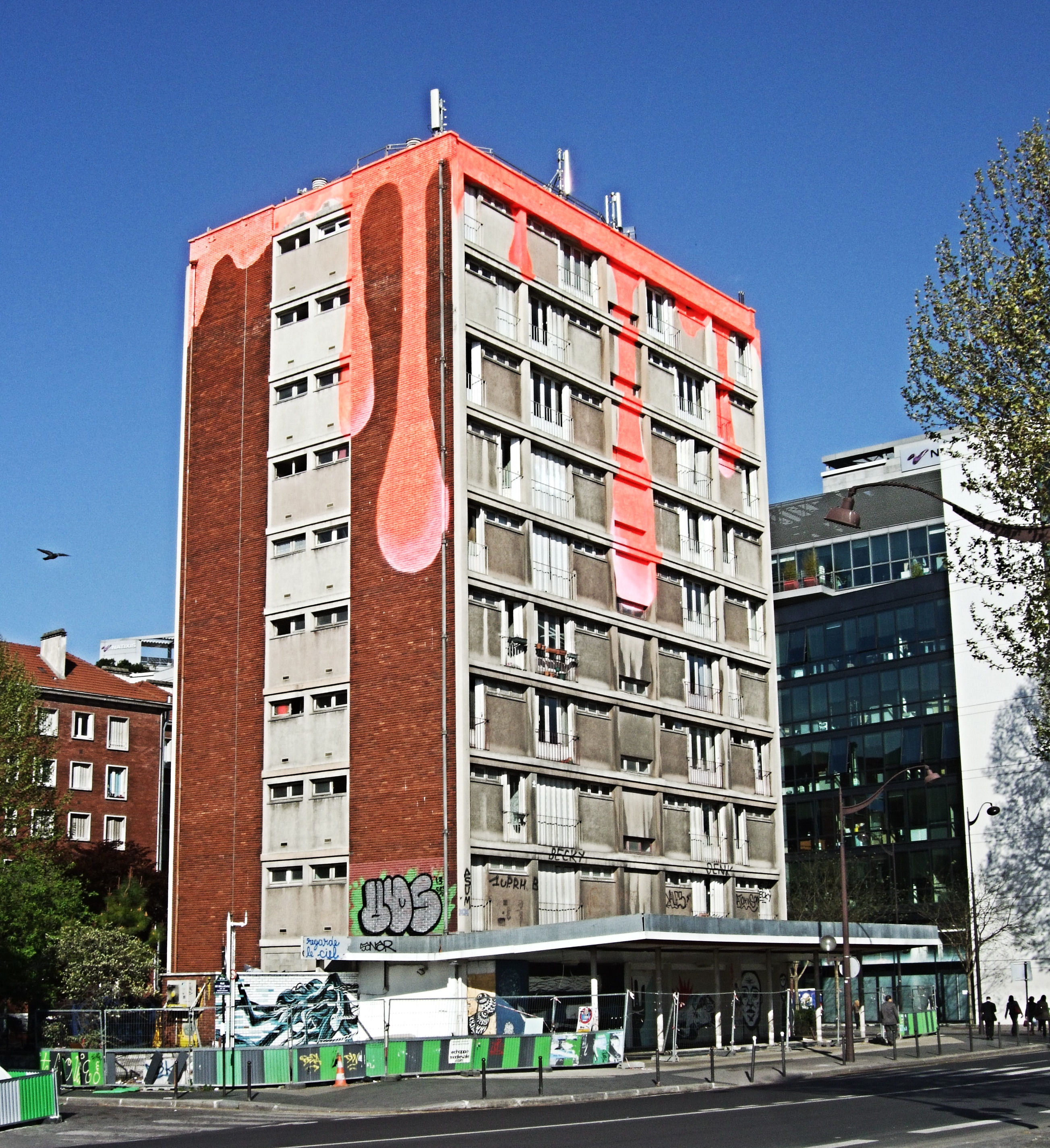
The Bleeding House avant sa destruction.
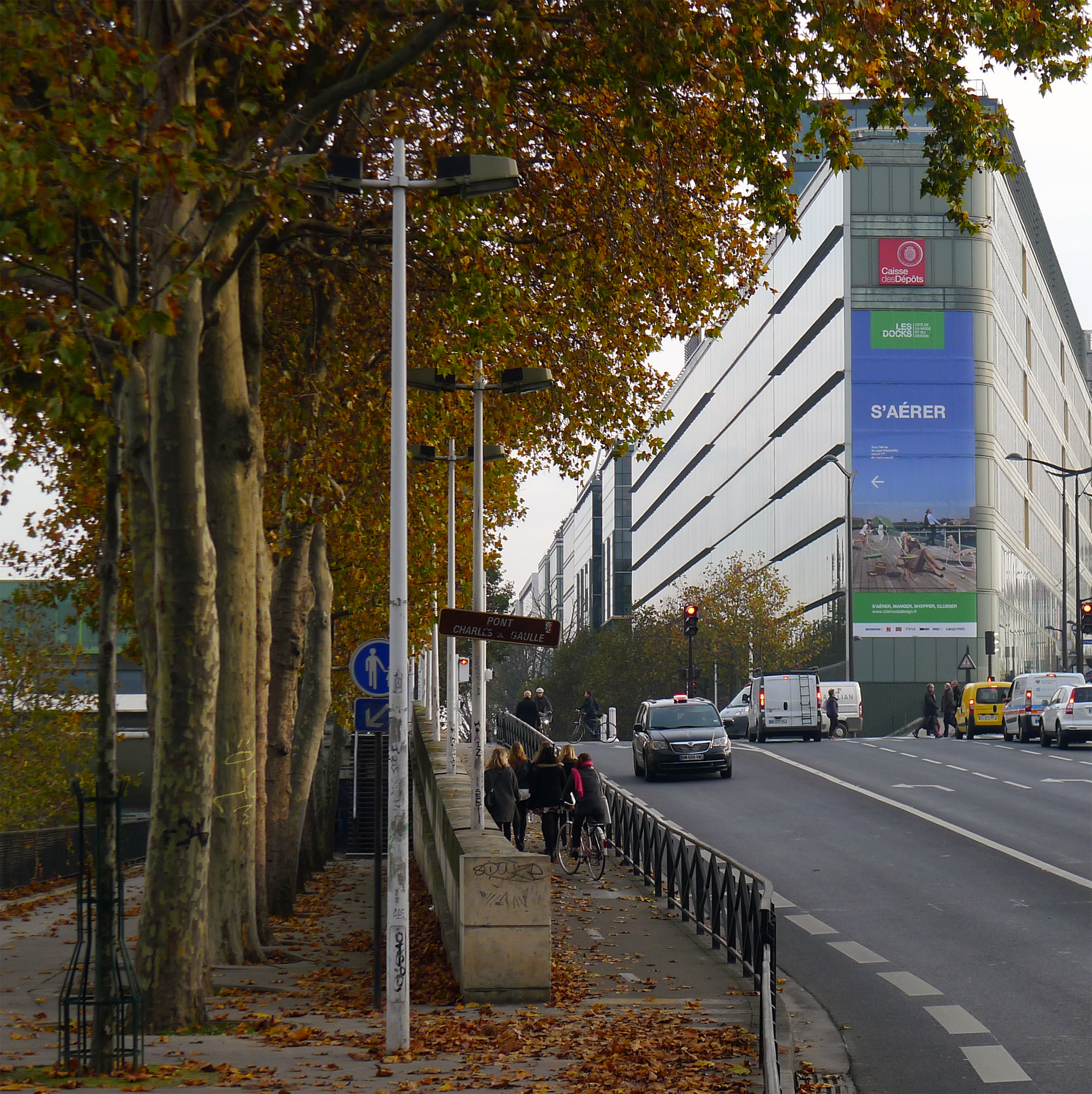
Le quai au niveau du pont Charles-de-Gaulle.